# بیامه سفلی
بیامه سفلی ، روستایی است از توابع بخش گهواره و در شهرستان دالاهو استان کرمانشاه ایران.

## جمعیت
این روستا در دهستان قلخانی قرار داشته و بر اساس سرشماری سال ۱۳۸۵ جمعیت آن (۸۷خانوار) ۴۰۳نفر 
بوده است.
فاصله ان تا شهر کرمانشاه حدود ۱۲۵کیلومتر مربع است. آلو و گوجه و در سال‌های اخیر سیب آن مشهور می‌باشد.

## منبع
1. ↑  درگاه ملی آمار